# 차수용
차수용(1980년 8월 3일~)은 대한민국의 장애인 탁구 선수로, 2016년 하계 패럴림픽에서 은메달을 획득했다.